# Central Ohio Film Critics Association Award per la miglior performance da protagonista
Il Central Ohio Film Critics Association Award per la miglior performance da protagonista (Best Lead Performance) è stato un premio assegnato nel corso dei Central Ohio Film Critics Association Awards del 2004 e del 2005.
Nelle precedenti e successive edizioni, il riconoscimento al miglior interprete maschile e alla migliore interprete femminile è stato suddiviso per sesso: miglior attore e migliore attrice.

## Vincitori e candidati
I vincitori sono indicati in grassetto.
- 2004
  - Hilary Swank - Million Dollar Baby
  - Jamie Foxx - Ray (Ray)
- 2005
  - Heath Ledger - I segreti di Brokeback Mountain (Brokeback Mountain)
  - Reese Witherspoon - Quando l'amore brucia l'anima (Walk the Line)